# Kongguksu
El kongguksu es un plato de fideos coreanos de temporada servidos en un caldo de leche de soja frío. Incluye fideos hechos con harina de trigo y sopa elaborada a partir de soja molida.

## Historia
Se desconoce cuándo empezaron los coreanos a consumir kongguksu, pero de acuerdo con la mención del plato junto al kaeguksu (깨국수, sopa de fideos de sésamo) en el Siui jeonseo, un libro de recetas Joseon publicado a finales del siglo XIX, se presume que fue hace mucho tiempo.